# ژان‌باپتیست روسو
ژان‌باتیست لوئی ژاک ژوزف روسو (به فرانسوی: Jean-Baptiste-Louis-Jacques-Joseph Rousseau) (متولد ۱۰ دسامبر ۱۷۸۰ در ویل‌نوو لو روا ، درگذشته ۲۲ فوریه ۱۸۳۱ در اوسر)، مشهور به ژان‌باپتیست روسو که از او به ژوزف روسو نیز نام برده شده است، شرق‌شناس و ایران‌شناسی فرانسوی بود.

## زندگی‌نامه
ژان‌باپتیست روسو پسر ژان‌فرانسوا روسو (۱۷۵۳-۱۸۰۸)، کنسول فرانسه در بصره و بغداد بود. او خود نیز به عنوان کنسول فرانسه در بصره (در سال ۱۸۰۵)، سرکنسول فرانسه در حلب و طرابلس (در سال ۱۸۰۸) منصوب شده و خدمت کرد.
از او آثار متعددی به‌جای مانده است که از آنها می‌توان به موارد زیر اشاره کرد:
- Description du pachalik de Bagdad (Paris, 1809)
- Mélanges d’histoire et de littérature orientale (Ibid., 1817)
- Mémoire sur les Wahabis, les Nosaïris et les Ismaëlis (Ibid., 1818)
- Notice historique sur la Perse ancienne et moderne (Marseille, 1818)